# Goldilocks (album)
Goldilocks – album ze ścieżką dźwiękową z udziałem piosenkarza Binga Crosby’ego, jego żony Kathryn Grant Crosby oraz córki Mary Crosby i syna Nathaniela Crosby'ego wydany w 1970 roku. Ścieżka dźwiękowa pochodzi z krótkometrażowego muzycznego programu animowanego Goldilocks wyemitowanego na NBC 31 marca 1970 roku. Wydanie jest szczególnie ważne dla kariery Binga Crosby'ego, ponieważ nagrywał utwory komercyjne w każdym roku od 1926 do 1977, a ten album stanowi jego jedyne nagranie w roku1969.

## Ścieżka dźwiękowa

### Strona pierwsza
1. „Overture”
2. „Take a Longer Look” (Bing Crosby)
3. „The Human Race” (Bing Crosby, Kathryn Grant Crosby)

### Strona druga
1. „Don’t Settle for Less (Than the Best)” (Mary Crosby)
2. „Take a Longer Look” (powtórzenie) (Bing Crosby, Kathryn Grant Crosby)
3. „Take a Longer Look” (finał) (Bing Crosby)